# バトルサーキット
『バトルサーキット』（BATTLE CIRCUIT）は、1997年4月に稼働開始したカプコンのアーケード用ベルトスクロールアクションゲーム。ゲーム基板はCPシステムII。
2018年9月20日配信の『カプコン ベルトアクション コレクション』（Nintendo Switch、PlayStation 4、Xbox One、Steam）に収録。また、『カプコンアーケードスタジアム』（Nintendo Switch版は2021年2月18日配信、PlayStation 4版、Xbox One版、Steam版は同年5月25日配信）にも収録。

## ストーリー
コンピュータによってあらゆるものが管理されるようになった20xx年。生体チップによって人体の機能を99%引き出すことが可能になったサイボーグたちが登場するようになり、それによる犯罪も増加の一途をたどるようになっていた。主人公のひとりであるサイバーブルーもそうしたサイボーグ手術をおこなった一人であった。その手術の成功率の低さと引き換えに、人を超えた驚異的な運動能力を得たサイボーグたちを人々は羨望と畏怖の念を込めて「バトルサーキット（戦闘回路）」と呼んだ。
賞金稼ぎのサイバーブルーたちは賞金首を狙っているうちに、世界征服を企むマフィア組織「デリート」と悪の天才科学者「Dr.サターン」と、全世界のコンピュータを支配することができる「天帝システム」の起動ディスクをめぐる戦いに巻き込まれていく。

## ゲームシステム
同社の作品『キャプテンコマンドー』同様に近未来の世界を題材としていて、レバー＋2ボタンのシンプルな操作になっている。筐体によっては4人同時プレイも可能。
アップグレード
このゲームの最大の特色として、敵を倒すことで獲得したコインを使ってのアップグレードがある。アップグレードは特殊入力技のパワーアップのほか、体力上限値の上昇がある。さらにはプレイヤーのストックを増やすことまで行うことができる（相応の金額が必要。ただし後述のマスタープログラム戦前は全てのアップグレードが無料で自動的に行われる）。
このため、アップグレードを適宜行うことでキャラクター性能は上がっていく。難易度はそれなりに難しいが、他のゲームに比べれば難易度は比較的低く抑えられている。
バトルダウンロードユニット
道中やアップグレード時に「バトルダウンロードユニット」というアイテムが獲得できる。
これは各キャラクター毎に設定された対応する能力を引き出すもので、総じてキャラクターを一定時間パワーアップさせることができる、というものである（キャラクター毎の性能は後述）。
なお、2人以上の協力プレイの時は、1人がダウンロードユニットを使用すれば全プレイヤーがパワーアップの恩恵に与ることができる。
また、2人以上同じ場所に一定時間以上いると足元から電撃が発生し、同時にメガクラッシュを発動すると高威力の全体攻撃を繰り出すことができる。

## 登場キャラクター

### プレイヤーキャラクター
サイバーブルー（CYBER BLUE）
本名：ブライアン・ブルーノ、年齢：24歳、アメリカ人。
外見は普通の人間だが、サイボーグ手術を受けた賞金稼ぎである。陽気で女好きな性格。正統派でかつスタンダードキャラクターという位置付けではあるが、かなり癖が強い。
技の威力が全体的に高めだが、隙が大きいため、5人の中で一番コインを稼ぎにくいという欠点も持つ。
バトルダウンロードユニット能力 - 一定時間、攻撃力が上がる「ブルーストライク」。
キャプテンシルバー（CAPTAIN SILVER）
本名：アンドレイ・ミシューチン、年齢：26歳、ロシア人。
外見は普通の人間に近いが、超軟体体質で体を変化させる攻撃に富む。チームのリーダー的な存在。サイバーブルーと同様に正統派のヒーロー像に近いが、これまた癖の強い動きをする。
技の隙はサイバーブルーより小さめだが、体力の初期値が低く、コインも稼ぎにくい。
バトルダウンロードユニット能力 - 一定時間、防御力アップ＆スーパーアーマーが付与される「シルバーアーマー」。
イエロービースト（YELLOW BEAST）
本名：ディアナ・マルチネス、年齢：21歳、スペイン人。
モデルを兼業している、猫型戦闘回路を搭載した女性キャラクター。パートナーであるキツネリスのフィンとともに戦う。スピードキャラクターという位置付けになっており、攻撃力は低いが移動スピードは5人の中で一番早い。一番多くコインを稼げるキャラクターであり、メガクラッシュの性能がずば抜けている。その他の技の性能も全体的に優れている。
日本国外版では「イエローアイリス（YELLOW IRIS）」に改名されている。
企画段階では女性キャラクターが恐竜に乗る「イエローザウルス」というキャラクターだった。
バトルダウンロードユニット能力 - 一定時間、スピードが上がる「イエローフラッシュ」。ただし、効果時間中は攻撃力が下がる。
ピンクオーストリッチ（PINK OSTRICH）
本名：ピンキー、年齢：4歳 / 本名：ポーラ・アブドゥル、年齢：9歳、オーストラリア人。
世界で唯一空を飛べるダチョウのピンキーと、その背中に乗った女の子（チームで唯一の生身の人間）のポーラのコンビ。一定時間、空を飛ぶことができるという、このタイプのゲームにしては異色の性能を持つ。5人の中で唯一メガクラッシュ中の移動が可能。
開発当初は中ボスの1人として設定されていたが、プレイヤーがもう1人欲しいということで急遽変更となった。
バトルダウンロードユニット能力 - 一定時間、一定確率でクリティカルが出るようになる「ピンクミラクル」。
エイリアングリーン（ALIEN GREEN）
本名：不明、年齢：不詳、国籍：不明
植物型の謎の生命体で、翻訳機にて会話をする。ただし翻訳は不明瞭で、語尾に「おま」がつく（日本国外版では普通に喋る）。
同社同系列のゲームではハガーやフーバーに代表される投げを重視したパワーキャラクターで攻撃力が高く、ユニットで自分と仲間の体力を回復できる長所を持つ。
さらにアップグレートではバトルダウンロードユニットの効力を上げたり、追加の一回転のコマンド投げは一定確率で敵が回復アイテムの食べ物に変化するので使いこなせれば非常にタフなキャラクター。
バトルダウンロードユニット能力 - 体力が回復する「グリーンヒーリング」。唯一一定時間ではなく即座に一定の効果を発揮するユニット能力。複数プレイだと味方の体力も回復するので非常に強力。

### 敵キャラクター

#### 雑魚キャラクター
レプテイル（REPTAIL）
二足歩行の爬虫類。舌を伸ばしたり、棍棒で殴りつけたりする。色によって後につくナンバーが違う。
R.O.B.
丸い体格をした戦闘ロボットで、背中に装備したロケットパックで空を飛ぶ。色によって後につくナンバーが違う。
ガンボット（GUNBOT）
銃を所持した人型ロボット。色によって後につくナンバーが違う。
ガンバスター（GUNBUSTER）
ガンボットの顔違いかつパワーアップ版。色によって後につくナンバーが違う。
バイクギャル（BIKE GAL）
マフィア組織「デリート」傘下の女暴走族。黄色いジャンパーを着用し、黄色いバイクに乗っている。武器は日本刀とライフル。
ドリアン（DORIAN）、ラブラダ（RABRADA）
ヘルメットを被った四腕の巨人。ドリアンは青い肌で、ラブラダは緑の肌をしている。
アーノルド（ARNOLD）
オレンジ色の肌でヘルメットを被っていない四腕の巨人。
ヘイニー（HAYNY）
二段階に変身する四腕の巨人。最初はヘルメットを被っているが、頻繁にガードしてくる。一度倒すとアーノルドの色違いになり復活するが、投げ技で倒すと復活させないで倒せる。

#### 中ボスキャラクター
B.O.B.
ステージ4の中ボスで、R.O.B.のリーダー的存在。R.O.B.より大きな体格で、体色は黒。R.O.B.の攻撃に加え極太ビームや広範囲の爆撃も行う。
デイブ（DAVE）
ステージ5の中ボス。蛇をモチーフにした奇妙なマシンに乗った両手の大きな男。斜めに移動する突進攻撃や、チョップ、パチンコ、落下攻撃などを行う。
デザイン原画によると地底人であり、縦に圧縮がかかっているため横幅の広い体型になっている。乗っているマシンは金色に輝く謎の岩石生命体「GOLDスクワーム」。
ベッツィ（BETSY）、キャシー（CATHY）、クリス（CHRIS）
ステージ6の中ボスで、バイクギャル軍団のリーダー3人組。赤がベッツィ、青がキャシー、緑がクリスである。通常のバイクギャルと違い、体力ゲージが長い。
サイバーサムライ（CYBER SAMURAI）
ステージ6の中ボスで、ジパングの部下。丁髷頭の双子のヤクザで、巨大ロボット「バスターマシン」に搭乗している。バスターマシンにはロボット状態と車状態の2つのモードがある。唐傘で攻撃をガードするほか、日本刀で切りつける攻撃、体当たりや対空ジャンプ攻撃も繰り出す。

#### ボスキャラクター
Dr.サターン（DOCTER SATURN）&ぴのぷ（PINOPU）
声：山本美由紀（ぴのぷ）
ステージ1のボス。Dr.サターンは天帝システムを狙う悪の科学者。元々デリートに所属していたが度重なるドジにより追放された。手術を受けて脅威的なIQを得たが、ドジさも磨きをかかっている。ぴのぷは緑色のスライムのような姿をした唯一の部下で、ゼリーとマシュマロから作った実験生物。義理に厚い人情家で、サターンを「おやびん」と呼んで慕っている。
ストーリー上、主人公たちに色々と付き纏うことになり、中ボスとして何度も登場する。ステージ5でドクに捕まった際に彼を救出するとアイテムをくれるなど、敵に対して借りを返そうとする義理堅い一面もある。
中ボスとして登場する際にはブラックエレファント（BLACK ELEPHANT）という小型戦闘機に搭乗していることがある。超音波や突進、移動投げや底部をトゲに変形して落下する攻撃や電撃フィールドを発生させる攻撃を行う。またDr.サターン似の小型メカを大量に呼び出し自爆させる攻撃も繰り出す。
ジョニー・ザ・ファンキーヘッド（JONNY THE FUNKYHEAD）
ステージ2のボス。マフィア組織「デリート」の幹部。名字不明、年齢不詳（30歳前後）、アメリカ人。ネオヨーク・シティを仕切っている。エルビス・プレスリーのファンであり、自身が経営するディスコで毎夜コスプレライブを開いている。プレスリー型戦闘回路を搭載している。
愛用のエレキギター「フライング・スター」を抱えており、音符を飛ばしたりハイジャンプやスライディングといった攻撃を行う。体力が一定量より減少すると、演出と共にパワーアップしてスピードが上がる。
バーバラ（BARBARA）
ステージ3のボス。ジョニーの内縁の妻で、マフィア組織「デリート」の幹部。ネオヨーク・シティにたむろする女性ロードウォリアー隊のヘッドであり、彼女のバイク音が聞こえると半径1km以内の人々は家に引きこもると言われており、ジョニー以上に恐れられている。
「スピニング・バード・キック」「タイガー・クラッシュ」「サマーソルト・キック」といったどこかで聞いた技名の足技の他、気功技の「キコーショー」を使用する。また、クラゲのくらげちゃんを呼び出して攻撃のお供としている。
ステージ7では姉妹のサンドラ（SANDRA）とアーシュラ（ASURA）を引き連れて中ボスとして登場する。サンドラはバーバラの繰り出す攻撃に加えプレイヤーをサーチする旋風脚、同じくアーシュラは反撃の落雷を仕掛けてくる。ステージ3と異なり、3姉妹が所定の場所に集合した後、3人同時に一斉に膝蹴りで突進する攻撃を繰り出す。
オクトパス2号（OCTOPUS MARK2）
ステージ4のボスでDr.サターンの最高傑作の無人重戦車。蟹のように横移動を主軸としている。別の敵キャラクターをぶつけると大ダメージを与えられる。爆弾を設置するだけの最初の形態から一定時間経過するとパワーアップして、広範囲にミサイルを発射したり、周囲を薙ぎ払うビーム攻撃、巨大なマニピュレーターを左右に振る攻撃も加わる。
ステージ7では改良型のオクトパス3号（OCTOPUS MARK3）が中ボスとして登場する。お供として登場するブラックエレファントを先に倒すと自爆する。
ドク＆ジェニファー（DOC&JENIFER）
ステージ5のボス。ドクはマフィア組織「デリート」専属の科学者。小男で、「デリート」の私設捕虜収容所の管理と捕虜の処刑などを任されている。ジェニファーはドクのペットで生体実験により巨大化したマンドリル。ドクを抱えている。
移動や攻撃は専らジェニファーが行う。ドクが開発した視覚的映像投射装置による幻影と共に攻撃を行っており、幻影の攻撃を喰らうと装置に搭載された催眠効果により痛覚も感じるのでダメージは受ける。
ジパング（ZIPANG）
ステージ6のボスで、マフィア組織「デリート」のNo.2。本名不明、年齢不詳。本拠地「フジヤマ・シティ」を中心に広範囲を仕切る謎の日本人。巨大な槍「名槍シズガタケ」を手にし、深紅の鎧に身を包んだ外見が特徴。巨大な馬のような双頭のナメクジの「インフレ」と「デフレ」に乗っている。本体は非常に小柄で非力であり、甲冑でその脆弱さを隠しているが、ひとたび経済大国型戦闘回路を起動させると武者の姿へと変貌する。
技名は「疾風怒涛」「乾坤一擲」など四字熟語から付けており、盾と槍を駆使した攻撃やナメクジの攻撃が主であるが、弾を飛ばしたり、落下攻撃を仕掛けたりとかなり多彩な技を持つ。二段階の戦闘パターンを持つ。
プルート（PLUTO）
マフィア組織「デリート」のボス。ユーモラスな顔立ちをした肥満体の巨漢。自身に内蔵された戦闘回路「サイキョーリューバトルサーキット」により主人公プレイヤー5人のダウンロードユニット能力に対応したパワーアップを行うのが最大の特徴。
蛇型の仕込み杖「コブラスペシャル」を使った攻撃や杖を支柱にして遠心力を利用した回転延髄蹴り「グレートタイフーン」、ヒップアタックから天帝システムの防衛システムを誤作動させた爆撃の複合攻撃を繰り出す「バーサーカーヒップ」（全体攻撃またはサイバーブルーの特定の技以外では攻撃を止めることができない）の他、体力が一定量減少するとパワーアップで体力回復を行う（ただし、他のパワーアップが発動中の時は体力を回復してこない）。
デザイン原画によるとデイブと同じ地底人で、仮ネームは「地底王プルート」。
マスタープログラム（MASTER PROGRAM）
本作の真ボス。天帝システムのディスクに封印されていた「天帝」そのもの。チョビヒゲでマッチョな魔神のような外見で、回りには常に雲のようなホログラムが取り巻いている。ホログラムは竜やタコに変形してそれぞれ異なる攻撃を繰り出す他、物理演算によって4つの巨大な岩石を落下させて押しつぶす攻撃「ジャッジメント・デイ」もしかける。本体からはダッシュパンチ、投げ技の他、分身と共にダンスを披露して相手の戦闘回路を暴走させる電磁波を放つ「アルティメット・カルチャー」も仕掛ける（本体を含めた分身に触れると大ダメージ&一定時間操作不能になる）。ホログラムが取り巻いているか否かで与えられるダメージが異なる。
プルート戦後で一定条件（スコアとコインの数値が基準）が満たされていると、彼と戦うかどうかの選択ができる。彼と戦う前にDr.サターンとぴのぷが天帝システムを強奪しようとするが、彼の怒りにふれ冷気で凍らされてしまうデモが流れる。

### その他のキャラクター
ハリー・フィリップス
ネオヨーク・シティに事務所を構える、賞金稼ぎたちの依頼主。
UFO
ぴのぷのような姿のキャラクターで金色に光っている。時折上空に登場する。攻撃するとコインや体力回復アイテムを落として逃げていく。

## スタッフ
- プランナー：'Burns' FUJI、DAVE.MATUMOTO（松本裕司）、辻本良三、SATOSHI.M
- プログラムデザイナー：T.UENO（上野智弘）、BATAYON、HDO（迫英男）、Dress（木本龍己）
- キャラクターデザイナー：NAKAMU->（中村会里）、PINOPU、INO（伊野英樹）、HANA KIMO KOMO（木本壮紀）、北村真也、M NAKATANI、YORIO（頼兼和男）、DEKAO、DAI、T.OHSUMI（大住智彦）、TAKEP、MICHIRU（山本満）
- タイトルデザイン：SHOEI（岡野正衛）
- アート：大西弘樹、山本行史、NAKAMURA TAKAKO、米塚啓和、西辻朝枝、NUKEO、HIRO（渡辺弘枝）、TOKIO.N
- サウンドエフェクト：Hachibee
- BGM：SYUN（西垣俊）
- オールサウンドプロデュース：Arcade Sound Team
- ボイス：森川智之、長嶝高士、とべこーじ、山本美由紀、山野井仁、芳野美樹
- プロデューサー：SADAMOTO（貞本友思）、KEN KUN（片岡謙治）
- ゼネラルプロデューサー：船水紀孝、岡本吉起
- スペシャルサンクス：S.YASUKI、TAKUYA SHIRAIWA、MATT TAYLOR、ERIK SUZUKI、RITA ROKOS、JESUS RODRIGUEZ BUENO、HARUMI YAMASHITA、SAKOMIZU、IKEDAI

## お蔵入りになったバージョン
今作はベルトスクロールアクションとして発表されたが、当初は8人同時プレイ可能なアクションレースゲームとして発売される予定で、仮タイトルは「バトルランナー」だった。ゲーム自体は遊べるレベルまで完成していたようで、シークレットファイルの記述によると当時の開発者の一人がお蔵入りバージョンのROMデータを所有しているそうである。このお蔵入りバージョンの開発にはカプコン在籍時代の山本和枝も関わっており、開発途中段階で退社している。当時の画集資料は先述のシークレットファイル11「バトルサーキット」や、『カプコンイラストレーションズ』（新声社 / 絶版）や『カプコン ベルトアクション コレクション』のギャラリーモードおよび限定特典「LIMITED BOOK」に収録されている。それによると、現行版のプレイヤー5人に加え、ボスキャラクターの一部がプレイヤーとして使えたようである。

## 関連商品
カプコン ゲーム サウンドトラック バトルサーキット
本作のサウンドトラック。1997年7月2日にビクターエンタテインメントより発売された。

## 関連作品
- CAPCOM FIGHTING Jam - フェリシアのエンディングにイエロービーストが登場している[11]。
- SNK VS. CAPCOM カードファイターズDS - アクションカードとしてサイバーブルーが登場している。
- PROJECT X ZONE 2:BRAVE NEW WORLD - キャプテンコマンドーの技の演出としてサイバーブルーが登場する。